# Acanthurus guttatus
Acanthurus guttatus là một loài cá biển thuộc chi Acanthurus trong họ Cá đuôi gai. Loài cá này được mô tả lần đầu tiên vào năm 1801.

## Từ nguyên
Từ guttatus trong danh pháp của loài cá này trong tiếng Latinh có nghĩa là "lốm đốm", ám chỉ các đốm trắng trên vây lưng, vây hậu môn và nửa thân sau của chúng.

## Phạm vi phân bố và môi trường sống

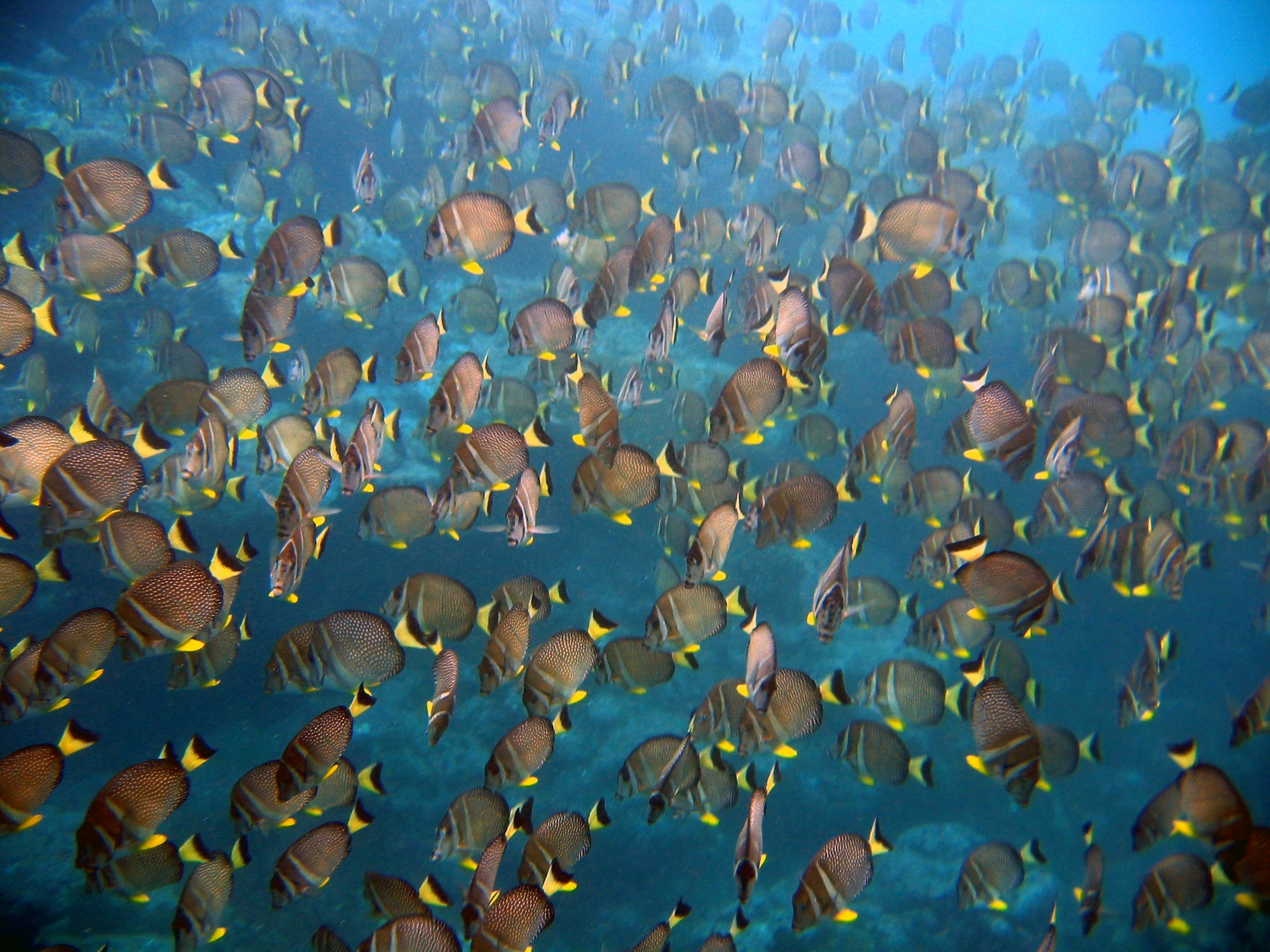
Một đàn A. guttatus

A. guttatus có phạm vi phân bố rộng rãi ở vùng biển Ấn Độ Dương - Thái Bình Dương, cũng như Đông Thái Bình Dương. Ở Ấn Độ Dương, loài cá này được ghi nhận thưa thớt ở một vài địa điểm: quần đảo Mascarene và Seychelles; Maldives và quần đảo Chagos; đảo Giáng Sinh và quần đảo Cocos (Keeling). Từ đảo Sumatra, A. guttatus xuất hiện ở hầu hết vùng biển các nước Đông Nam Á (trừ Biển Đông và vịnh Thái Lan), băng qua Papua New Guinea và vùng biển bao quanh các đảo quốc thuộc châu Đại Dương (xa nhất là đến quần đảo Pitcairn thuộc Polynesia thuộc Pháp); phạm vi phía bắc trải dài đến quần đảo Ryukyu (Nhật Bản) và quần đảo Hawaii; phía nam đến rạn san hô Great Barrier (Úc) và New Caledonia.
Nhiều cá thể A. guttatus được ghi nhận ở vùng biển bao quanh đảo Clipperton (2005) và đảo Cocos (2016 - 2017), trở thành điểm cực đông phạm vi của loài cá này ở vùng biển nhiệt đới phía đông Thái Bình Dương.
A. guttatus lần đầu tiên được ghi nhận ở vùng biển Hoa Kỳ vào năm 2003, khi một cá thể của loài này được quan sát ở ngoài khơi West Palm Beach, Florida. Không một cá thể A. guttatus nào được phát hiện thêm ở Hoa Kỳ trong hơn 10 năm kể từ đó.
A. guttatus sống gần các rạn san hô ở độ sâu khá nông, khoảng 6 m trở lại.

## Mô tả

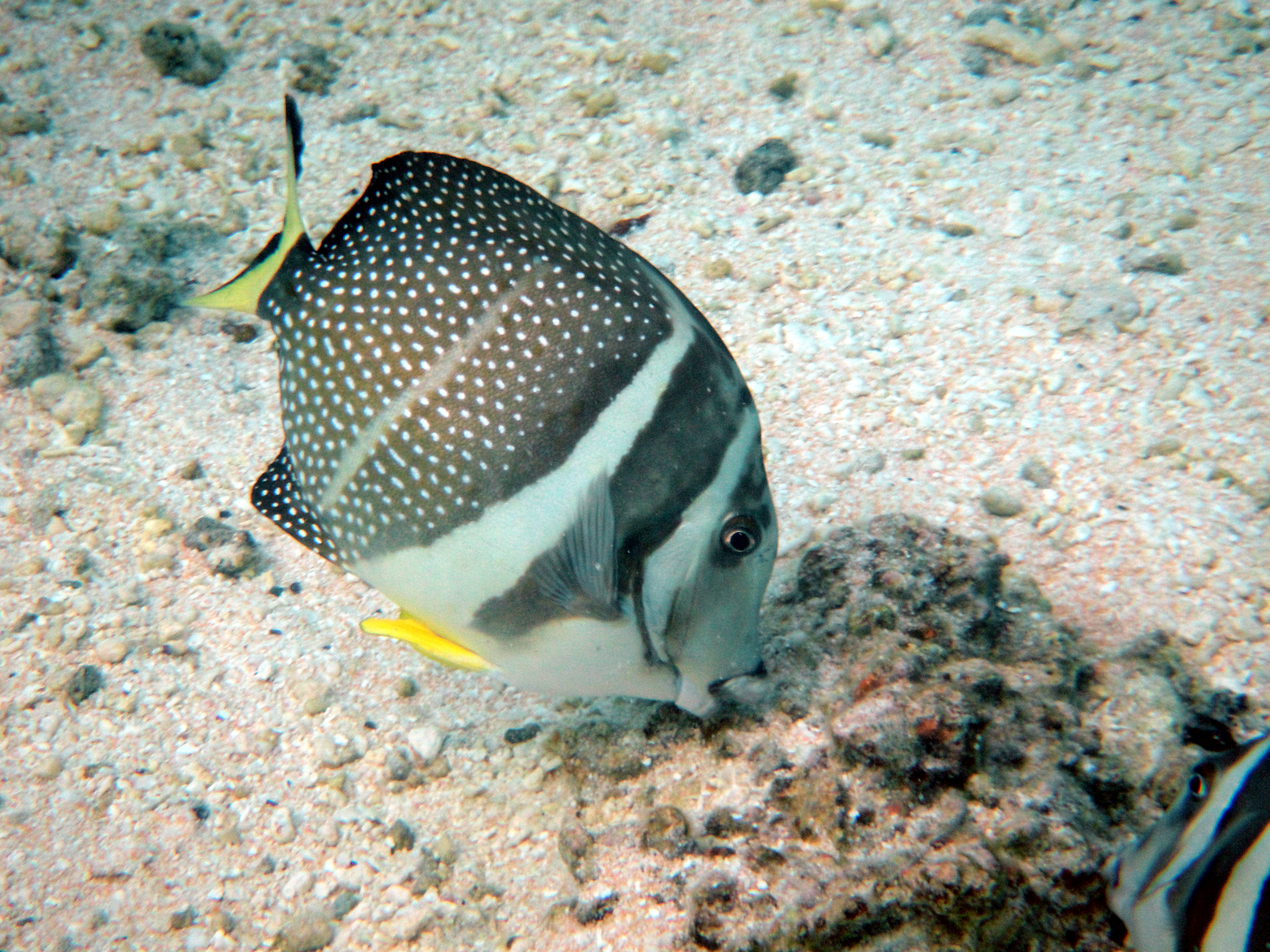
A. guttatus đang ăn tảo

Chiều dài cơ thể tối đa được ghi nhận ở A. guttatus là 26 cm. Đầu, thân, vây lưng và vây hậu môn màu nâu xám sẫm. Thân trước có 2 dải: một dải xám trên đầu sau mắt và một dải ở sau gốc vây ngực; 2 dải khác mờ hơn nằm ở thân sau. Vùng ngực màu xám bạc. Thân sau, vây lưng và vây hậu môn tập trung nhiều đốm trắng. Vây bụng màu vàng tươi. Vây đuôi màu vàng nhạt với dải rộng màu đen ở rìa sau. Hai bên cuống đuôi có một gai nhọn đặc trưng của họ Cá đuôi gai.
Số gai ở vây lưng: 9; Số tia vây ở vây lưng: 27 - 30; Số gai ở vây hậu môn: 3; Số tia vây ở vây hậu môn: 23 - 26; Số tia vây ở vây ngực: 15 - 17; Số gai ở vây bụng: 1; Số tia vây ở vây bụng: 5.

## Sinh thái
A. guttatus không phải là một loài có tính lãnh thổ. Ở Samoa thuộc Mỹ, A. guttatus được quan sát thấy là hợp thành đàn khoảng từ 50 đến 500 cá thể để sinh sản vào lúc hoàng hôn. Loài cá này sinh sản quanh năm ở những vùng nước ấm (khoảng 27 °C đến 30°).
A. guttatus ăn chủ yếu các loại tảo sợi, nhưng cũng có thể ăn một số loại tảo vôi như Jania.